# Magneuptychia harpyia
Espèce
Magneuptychia harpyia  est une espèce d'insectes lépidoptères (papillons) de la famille des Nymphalidae, de la sous-famille des Satyrinae, de la tribu des Satyrini et du genre Magneuptychia.

## Description
Magneuptychia harpyia est un papillon au dessus marron uni chez le mâle, avec un ocelle non pupillé à l'aile postérieure chez la femelle. Le revers est marron à l'aile postérieure ornée dans l'aire submarginale d'ocelles dont deux sont des ocelles noirs pupillés de blanc.

## Biologie
Il vole toute l'année.

## Écologie et distribution
Magneuptychia harpyia est présent au Brésil, au Surinam et en Guyane,.

### Biotope
Il réside en forêt ou à sa lisière.

## Systématique
Magneuptychia harpyia a été décrit par les entomologistes autrichiens Cajetan Freiherr von Felder et Rudolf Felder en 1867 sous le nom initial de Neonympha harpyia. Il est parfois dans les collections sous le nom de Cissia harpyia.

### Sous-espèces
- Magneuptychia harpyia harpyia ; présent au Surinam et en Guyane
- Magneuptychia harpyia batesii (Butler, 1867) ; présent au Brésil[2].

### Protection
Pas de statut de protection particulier.